# Crosslauf-Weltmeisterschaften 2010

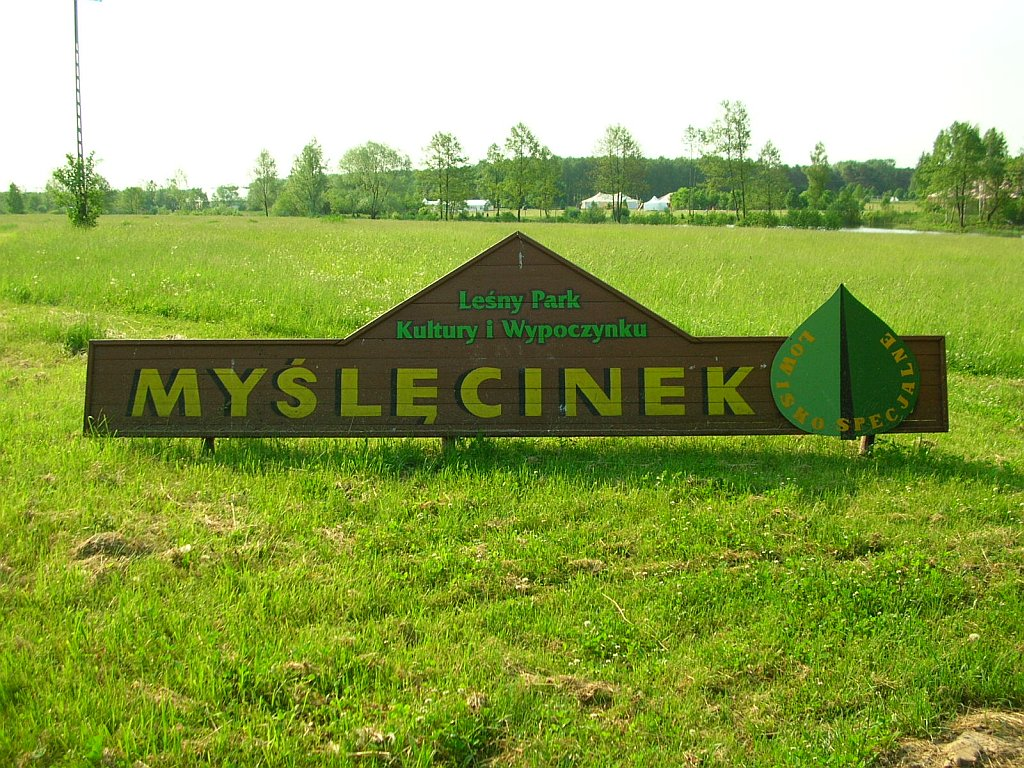
Die Rennen der Crosslauf-Weltmeisterschaften 2010 wurden im Myślęcinek Park ausgetragen.

Die 38. Crosslauf-Weltmeisterschaften der IAAF (offiziell 38th IAAF World Cross Country Championships 2010) wurden am 28. März 2010 in Bydgoszcz (Polen) ausgetragen.

## Kurs
Die Rennen wurden auf einem etwa zwei Kilometer langen Rundkurs im Myślęcinek Park ausgetragen, zusätzlich war eine Strecke von 40 Metern vor der ersten Runde und von 96 Metern nach der letzten Runde zu absolvieren. Die Männer liefen sechs Runden, die Frauen und Junioren jeweils vier und die Juniorinnen drei.

## Wettkämpfe
Insgesamt fanden vier Rennen statt, jeweils eines für Männer und Frauen sowie Junioren und Juniorinnen (Jahrgang 1994 oder älter). In jedem Rennen wurde eine Mannschaftswertung durchgeführt. Dafür wurden die Platzierungen der jeweils vier besten Teilnehmer eines Landes addiert, die Mannschaft mit der niedrigsten Summe gewann. Bei Gleichstand entschied die Platzierung des vierten gewerteten Läufers. Jedes Land durfte in jedem Wettbewerb maximal sechs Läufer einsetzen.
Die IAAF schüttete in den Erwachsenenrennen Preisgelder in Höhe von insgesamt 280.000 US-Dollar aus. Davon entfielen jeweils 30.000 Dollar auf die Einzelsieger und 20.000 Dollar auf die Siegermannschaften. 

## Ergebnisse

### Männer (12 km)

#### Einzelwertung
| Platz | Athlet                      | Land | Zeit (min) |
| ----- | --------------------------- | ---- | ---------- |
| 1     | Joseph Ebuya                | KEN  | 33:00      |
| 2     | Teklemariam Medhin          | ERI  | 33:06      |
| 3     | Moses Ndiema Kipsiro        | UGA  | 33:10      |
| 4     | Leonard Patrick Komon       | KEN  | 35:10      |
| 5     | Samuel Tsegay               | ERI  | 33:27      |
| 6     | Ali Hasan Mahboob           | BRN  | 33:28      |
| 7     | Richard Kipkemboi Mateelong | KEN  | 33:29      |
| 8     | Paul Kipngetich Tanui       | KEN  | 33:30      |

Von 136 gemeldeten Athleten gingen 135 an den Start und erreichten 127 das Ziel. Der Schweizer Stéphane Joly belegte in 35:41 min Platz 72.

#### Teamwertung
| Platz | Land und Athleten                                                                          | Gesamtpunktzahl und Einzelplatzierung |
| ----- | ------------------------------------------------------------------------------------------ | ------------------------------------- |
| 1     | Kenia Joseph Ebuya Leonard Patrick Komon Richard Kipkemboi Mateelong Paul Kipngetich Tanui | 20 01 04 07 08                        |
| 2     | Eritrea Teklemariam Medhin Samuel Tsegay Kidane Tadasse Kiflom Sium                        | 46 02 05 15 24                        |
| 3     | Äthiopien Gebregziabher Gebremariam Abera Kuma Hunegnaw Mesfin Azmeraw Bekele              | 69 10 17 20 22                        |

Insgesamt wurden 21 Teams gewertet.

### Frauen (8 km)

#### Einzelwertung
| Platz | Athletin                 | Land | Zeit (min) |
| ----- | ------------------------ | ---- | ---------- |
| 1     | Emily Chebet Muge        | KEN  | 24:19      |
| 2     | Linet Chepkwemoi Masai   | KEN  | 24:20      |
| 3     | Meselech Melkamu         | ETH  | 24:26      |
| 4     | Tirunesh Dibaba          | ETH  | 24:38      |
| 5     | Lineth Chepkurui         | KEN  | 24:40      |
| 6     | Margaret Wangari Muriuki | KEN  | 24:42      |
| 7     | Feyse Tadese             | ETH  | 25:03      |
| 8     | Mamitu Daska             | ETH  | 25:03      |

Alle 86 gemeldeten Athletinnen gingen an den Start. 84 von ihnen erreichten das Ziel.

#### Teamwertung
| Platz | Land und Athletinnen                                                                     | Gesamtpunktzahl und Einzelplatzierung |
| ----- | ---------------------------------------------------------------------------------------- | ------------------------------------- |
| 1     | Kenia Emily Chebet Muge Linet Chepkwemoi Masai Lineth Chepkurui Margaret Wangari Muriuki | 14 01 02 05 06                        |
| 2     | Äthiopien Meselech Melkamu Tirunesh Dibaba Feyse Tadese Mamitu Daska                     | 22 03 04 07 08                        |
| 3     | Vereinigte Staaten Shalane Flanagan Molly Huddle Magdalena Lewy-Boulet Amy Hastings      | 76 12 19 20 25                        |

Insgesamt wurden zwölf Teams gewertet.

### Junioren (8 km)

#### Einzelwertung
| Platz | Athlet                 | Land | Zeit (min) |
| ----- | ---------------------- | ---- | ---------- |
| 1     | Caleb Mwangangi Ndiku  | KEN  | 22:07      |
| 2     | Clement Kiprono Langat | KEN  | 22:09      |
| 3     | Japhet Kipyegon Korir  | KEN  | 22:12      |

Alle 121 gemeldeten Athleten gingen an den Start. 118 von ihnen erreichten das Ziel.

#### Teamwertung
| Platz | Land und Athleten                                                                               | Gesamtpunktzahl und Einzelplatzierung |
| ----- | ----------------------------------------------------------------------------------------------- | ------------------------------------- |
| 1     | Kenia Caleb Mwangangi Ndiku Clement Kiprono Langat Japheth Kipyegon Korir Isiah Kiplangat Koech | 10 01 02 03 04                        |
| 2     | Äthiopien Debebe Woldsenbet Gashaw Biftu Gebretsadik Abraha Belete Assefa                       | 32 06 07 09 10                        |
| 3     | Uganda Moses Kibet Timothy Toroitich Thomas Ayeko Alex Cherop                                   | 56 05 13 18 20                        |

Insgesamt wurden 19 Teams gewertet.

### Juniorinnen (6 km)

#### Einzelwertung
| Platz | Athletin                   | Land | Zeit (min) |
| ----- | -------------------------- | ---- | ---------- |
| 1     | Mercy Cherono              | KEN  | 18:47      |
| 2     | Purity Cherotich Rionoripo | KEN  | 18:54      |
| 3     | Esther Chemtai             | KEN  | 18:55      |

Alle 95 gemeldeten Athletinnen gingen an den Start. 93 von ihnen erreichten das Ziel.

#### Teamwertung
| Platz | Land und Athletinnen                                                         | Gesamtpunktzahl und Einzelplatzierung |
| ----- | ---------------------------------------------------------------------------- | ------------------------------------- |
| 1     | Kenia Mercy Cherono Purity Cherotich Rionoripo Esther Chemtai Faith Kipyegon | 10 01 02 03 04                        |
| 2     | Äthiopien Genet Yalew Emebet Anteneh Afera Godfay Genzebe Dibaba             | 30 05 06 08 11                        |
| 3     | Uganda Annet Negesa Rebecca Cheptegei Viola Chemos Linet Chebet              | 81 14 15 25 27                        |

Insgesamt wurden 14 Teams gewertet.